# 河野真也
河野 真也（かわの しんや、1980年3月9日 - ）は、日本のお笑い芸人、俳優である。北海道を中心とするローカルタレントである。お笑いコンビ「オクラホマ」のツッコミ担当。大阪府東大阪市出身。東大寺学園高校卒業、北海道大学法学部中退。血液型A型。

## 略歴
- 1999年、北海道大学在学中に藤尾仁志とお笑いコンビ「オクラホマ」を結成。
- 2010年、テレビドラマ『ホタルノヒカリ2』で俳優デビュー。
- 2012年、結婚していたことを発表した[1]。
- 2015年、セミナー「結婚および子育て集中講座」を開き、講演家として活動を始める。

## 人物
- 太っていて眼鏡をかけている。体型に反してダンサーとしての能力に長け、テレビ番組『ドラバラ鈴井の巣』では、パパイヤ鈴木に「プロでも覚えるのに3ヶ月かかる」と言わしめたほどの「なんてったってアイドル!」の主題歌の振り付けをわずか数日でマスターした。
- さらしを捲いていたことがある。このことは2009年6月21日、旭川大学の大学祭に参加したときにネタとして語っていた。
- 当初は学生時代に『いばらのもり』や『鈴井の巣』にエキストラとして出演していた。巨大なパーマヘアに髭面、全身タイツの肥満体という凄まじいインパクトでメインの出演者よりも目立っていた。
- 正座ができない。その理由は体型とそれに伴う自重のせいで膝と脚が耐えられないため。
- 中学時代のあだ名は課長。高校時代のあだ名は「部長」と呼ばれていた[2]。
- 2006年6月29日、ドイツワールドカップ観戦から帰国し、事務所でデスクワークをしていた社長（当時）・鈴井貴之に河野は「やぁ、おかえりー！」と軽薄な挨拶をしながら社長室へドアを開けて入室した。ところが鈴井は通常、ドアを閉めて仕事をする時は入室を拒絶しているサインであり、それを軽い「ノリ」で入室されたこと、また、以前から河野の素行・言動に頭を抱えていた鈴井は激怒し、河野を即日解雇した[3][4]。ただ、河野にしてみれば、直前の鈴井の日記が大変砕けた文体になっていたことから、軽い挨拶でも怒られないだろうと判断があった上に事務所のスタッフに社長への挨拶を促された事情もあった[5]。その後、鈴井はCUEオフィシャルホームページの「CUE DIARY」にて「冗談ですよ」と河野の解雇を否定しているが、藤尾を「藤男」とふざけて書いていることもあり、解雇取消の信憑性が疑われていた[6]。しかも、鈴井は普段から所属タレントに対してちょっとした事でも解雇通告をするため、この河野への通告は大騒ぎになってしまい、鈴井もこれには流石に慌てたという。同書き込みで河野は「百科事典みたいなサイトで検索すると、元タレントだの元オクラホマだの書かれていてさびしかった」とWikipediaで自身の内容を確認していたことを明らかにした[7]。
- 両親は鹿児島県出身で、実家は加治木町にある[8]。

## 出演
コンビでの出演は「オクラホマ」の項目を参照。

### テレビ番組
- 1×8いこうよ!『1×8観光組合、1×8プロレスのレフェリー』（札幌テレビ）
- ホームQアウェイ（2013年、フジテレビ）
- JKT48がいく！インドネシア&北海道くらべるトラベル（2015年、HTB）
- 新幹線通ったら人生変わった～大泉洋が応援!大逆転にかける北海道の人々～（2015年、HBC）
- どさんこワイド179（2023年10月18日、札幌テレビ）

### テレビドラマ
- ホタルノヒカリ2 第7話（2010年、日本テレビ）- 墓田宗義 役
- シェアハウスの恋人 第1話（2013年、日本テレビ）[9]
- 刑事110キロ 第3話・第4話（2013年、テレビ朝日）- 刑事 役[10]
- チャンネルはそのまま!（2019年、北海道テレビ）- ひぐまテレビディレクター 役
- もみ消して冬 2019夏 ～夏でも寒くて死にそうです～（2019年6月29日、日本テレビ）- 長山（北沢知晶の婚約者） 役
- 俺の話は長い 第4話（2019年、日本テレビ）- 安村 役
- コタツがない家（2023年10月18日 - 12月20日、日本テレビ） - 師島澄彦 役[11]
- セクシー田中さん 第8話（2023年12月10日、日本テレビ）- 師島澄彦 役

### WEB配信ドラマ
- 僕だけがいない街（2017年、Netflix）- 北海道胆振支庁児童相談所職員 役
- First Love 初恋 第9話（2022年、Netflix） - 教師 役

### 舞台
- 2004年4月9日 - 4月11日 劇団イナダ組公演 「アレカラノコト」
- 2005年5月11日 - 5月15日 劇団イナダ組公演 「タンバリンマン」
- 2006年1月25日 - 1月29日 劇団イナダ組公演 「乃崎さんのついた嘘」
- 2015年8月13日 - 8月23日 札幌演劇シーズン2015-夏　イレブンナイン公演「12人の怒れる男」- 陪審員番号4番 役
- 2024年6月21日 - 6月23日 TAKAYUKI SUZUI PROJECT OOPARTS 特別公演「天国への階段 北海道re-mix」〜ありがとう道新ホール〜[12]

### ラジオ
- 北海道新幹線開業記念特別番組『行くべ！行くっしょ！出発進行』（2016年、AIR-G'）
- タウンワークpresents 学生情報バラエティ〜エンタク!（金曜日レギュラー）（AIR-G'）

### CM
- ザ・ビッグ（北海道のみ 2016年 - ）
- 麺や虎鉄（イメージキャラクター）
- エ・モレイセス・リヴズ株式会社 おまかせネコの手 ネコの手ショー篇（北海道のみ 2021年 NORDと共演）[13]

### Webアニメ
- ジンギスカンのジンくん（2017年、タテアニメ、ナガタニしゃん 役）

### 講演
- 「結婚および子育て集中講座」（2015年）
- 「JA十勝地区女性協議会研修会」（2015年）
- 「富士通講演会」（2016年）
- 「働きたい女性のための合同企業説明会」（2017年）
- 「～笑って、もっと元気に湧別町！～健康講演会」（2017年）
- 「第38回平取町女性の集い」（2017年）
- 「男女共同参画セミナー」（2018年）
- 伊達市「男女共同参画講演会」（2018年）
- 「札幌市中央区中央区みんなの講演会」（2019年）

### 雑誌連載
- 北海道じゃらん『オクラホマ河野真也の北海道ドライブ日和』